# Hemiscorpiidae
Hemiscorpiidae é uma família de escorpiões, da ordem Arachnida.

## Gêneros
- Cheloctonus Pocock, 1892
- Chiromachetes Pocock, 1899
- Chiromachus Pocock, 1893
- Hadogenes Kraepelin, 1894
- Hemiscorpius Peters, 1861
- Heteroscorpion Birula, 1903
- Hormiops Fage, 1933
- Iomachus Pocock, 1893
- Iocheles Sundevall, 1833
- Opisthachantus Peters, 1861
- Paleocheloctonus Lourenço, 1996
- Tibetiomachus Lourenço e Qi, 2006